# Karsten Hilse
Karsten Hilse (12 de dezembro de 1964) é um político alemão da Alternativa para a Alemanha (AfD) e desde 2017 membro do Bundestag.

## Vida e política
Hilse nasceu em 1964 na cidade de Hoyerswerda na Alemanha Oriental e tornou-se polícia.
Hilse ingressou na AfD em 2016 e tornou-se membro do Bundestag após as eleições federais alemãs de 2017.
Hilse nega o consenso científico sobre as mudanças climáticas.
Ele polemizou contra o reassentamento do lobo na área rural da Lusácia.